# Alois Grois
Alois Grois (né en 1809 à Sárvár, mort le 8 avril 1874 à Vienne) est un acteur et chanteur autrichien.

## Biographie
Formé à l'origine comme enseignant et à partir de 1826 assistant scolaire à Maria-Lanzendorf, il participe à une chorale d'église. Lorsque le directeur de l'Opéra d'État de Vienne Louis Duport l'entend, il lui offre un engagement à Vienne. Cependant, Grois recherche une formation supplémentaire pour progresser. En 1828, il devient le premier bassiste à se rendre à Lviv, où il fait ses débuts en tant que Sarastro dans La Flûte enchantée. Au cours des années suivantes, il chante à Ofen, Hermannstadt et Graz. Cependant il met fin à sa carrière de chanteur d'opéra et passe au théâtre comique. En 1836, le directeur Carl Carl l'engage au Carltheater, où il fait ses débuts dans Das Mädchen aus der Feenwelt oder Der Bauer als Millionär. Il joue aussi à Berlin, Dresde, Hambourg et Francfort-sur-le-Main.
Carl Carl, Johann Nestroy, Wenzel Scholz et Alois Grois forment le légendaire quatuor comique du Carltheater, auquel s'ajoute Andreas Scutta. Après la mort de Carl, Karl Treumann (de) prend sa place.

## Source de la traduction
- (de) Cet article est partiellement ou en totalité issu de l’article de Wikipédia en allemand intitulé « Alois Grois » (voir la liste des auteurs).